# Aerología
La aerología es la parte de la meteorología que estudia los procesos de condensación, radiación y estado termodinámico de las capas superiores de la atmósfera y estratosfera.
Que es el viento aerologico?

## Meteorología
Los primeros estudios aerológicos se realizaron a partir de determinaciones indirectas, pero desde principios del siglo XX se pasó a la observación directa, primero mediante globos tripulados y después mediante globos sonda y radiosondas. Desde finales del siglo XX los satélites meteorológicos proporcionan numerosos datos, de gran fiabilidad, sobre las capas altas de la atmósfera. Todo ello ha redundado en notables avances en campos tan importantes como la protección a la aviación o la predicción meteorológica.